# Traci Lords
Nora Louise Kuzma, más conocida como Traci Lords (Steubenville, Ohio, 7 de mayo de 1968) es una actriz estadounidense que saltó a la fama al descubrirse que había filmado prácticamente la totalidad de su producción pornográfica siendo menor de edad. Esto generó uno de los escándalos judiciales más grandes de la historia del cine pornográfico.

## Biografía
Traci Lords ingresó en el mundo de las producciones sexuales presentando certificados falsos a los productores. No tardó demasiado en pasar de ser actriz secundaria a estrella. Durante los años de la fiebre del vídeo, protagonizó decenas de películas porno, junto a actrices como Ginger Lynn, o actores como John Stagliano y Paul Thomas. Aunque no trabajó más que un par de años en la producción de películas de sexo explícito, su filmografía es más que abundante.
Durante esta temporada filmó el videoclip con la banda de Hard Rock Helix del tema Gimme Gimme Good Loving, donde aparece mostrando los senos junto a varias modelos más. Existen dos versiones de este clip, uno con las escenas de desnudos censuradas.

## Escándalo y nuevo inicio
En 1986, cuando Traci cumplía dieciocho años y alcanzaba la mayoría de edad, la prensa reveló que había actuado frente a las cámaras, en películas porno, siendo menor de edad. Las autoridades abrieron inmediatamente una investigación que culminó con muchos productores encarcelados y con casi todas las películas protagonizadas por Traci siendo retiradas del mercado. En el momento del escándalo, Traci se encontraba en Francia filmando el que sería su último film pornográfico, Traci I Love You. Esta cinta es la única película pornográfica que se puede comprar legalmente en Estados Unidos, lo que reportó grandes ganancias a Lords porque también es propietaria de los derechos de distribución.
Tras filmar Traci I Love You, el famoso director y productor de cine exploitation Roger Corman se puso en contacto con Traci y le propuso un papel protagonista en el remake de la película Not of this Earth. Traci accedió, puesto que era lo que ella estaba esperando lograr con su carrera, salir del circuito pornográfico, aunque objetó la inclusión de escenas donde debía salir desnuda.

## Del cine clase B a los papeles secundarios en grandes producciones
Durante el resto de los años 80 y parte de los años 90, Traci logró diversos papeles protagónicos en thrillers y películas de terror, todos independientes y de bajo presupuesto. Pero gracias al conocido y controvertido director John Waters, Lords también lograría insertarse en producciones de grandes estudios, casi siempre cumpliendo roles secundarios.
Al día de hoy, Traci ha aparecido en películas de gran presupuesto, como Cry-Baby (del mencionado John Waters), junto a Johnny Depp, Los asesinatos de Mamá (junto a Kathleen Turner), el thriller futurista Virtuosity, junto a Denzel Washington y Russell Crowe, y en Blade, el éxito de taquilla con Wesley Snipes, interpretando al personaje nacido en los cómics Marvel.

## Actualidad
Paralelamente a una carrera como cantante de música pop-techno, Traci ha continuado trabajando en el cine. En los últimos años, Lords ha aparecido en producciones independientes y en diversos filmes hechos para televisión o para el circuito de distribución de videoclubes.
También colaboró en una canción de uno de los discos de Iggy Pop, su compañero de reparto en Cry Baby, contribuyó cantando Little Baby Nothing de los Manic Street Preachers y aportó los coros en la versión de Somebody to love de los Jefferson Airplane que realizaron The Ramones en su álbum de versiones de 1993 Acid Eaters.
En 1992 contribuyó con la canción "Love Never Dies" en la banda sonora de la película de horror Pet Sematary 2.
En el 2011 lanzó el sencillo "Last Drag".

## Filmografía

### Cine
- Excision (2012) - Phyllis
- Princess of Mars (2009) - Dejah Thoris
- Zack and Miri make a porno (2008) - Bubbles
- Point of Entry (2007) - Brianna Fine
- Frostbite (2005) - Naomi Bucks pp
- Chump Change (2004) (como Traci Elizabeth Lords) - Sam
- Black Mask 2: City of Masks (2002) - Chameleon
- You're Killing Me... (2001) - Laura Engles
- Certain Guys (2000) - Kathleen
- Epicenter (2000) (como Traci Elizabeth Lords) - Amanda Foster
- Extramarital (1999) - Elizabeth
- Me and Will (1999) - Camarera
- Stir (1998) - Kelly Bekins ¬ Eduardo Szeremeta.
- Blade (1998) - Racquel
- Boogie Boy (1998) - Shonda
- Nowhere (1997) - Chavala del Valle #1
- Underworld (1996) - Anna
- Blood Money (1996) - Wendy Monroe
- Virtuosity (1995) - Cantante de Media Zone
- Ice (1993) - Ellen
- Serial Mom (1994) - Chica que ha quedado con Carl
- Plughead Rewired: Circuitry Man II (1994) - Norma
- Laser Moon (1992) - Barbara Fleck - Eduardo Szeremeta
- The Nutt House (1992) - Miss Tress
- Raw Nerve (1991) - Gina Clayton
- A Time to Die (1991) - Jackie
- Cry-Baby (1990) - Wanda Woodward
- Shock 'Em Dead (1991) - Lindsay Roberts
- Fast Food (1989) - Dixie Love
- Not of This Earth (1988) - Nadine

### Televisión
- Gilmore Girls (2003) (como Traci Elizabeth Lords) - Natalie Zimmermann
- Deathlands (2003) - Lady Rachel Cawdor
- They Shoot Divas, Don't They? (2002) (como Traci Elizabeth Lords) - Mira
- First Wave (2000-01) (como Traci Elizabeth Lords) - Jordan Radcliffe
- D.R.E.A.M. Team (1999) (como Traci Elizabeth Lords) - Lena Brant
- Profiler (TV series) (1997-1998) - Sharon Lesher
- Dead Man's Island (1996) - Miranda Prescott
- As Good as Dead (1995) - Nicole Grace
- Melrose Place (1995) - Rikki
- Dragstrip Girl (1994) - Blanche
- Bandit: Bandit's Silver Angel (1994) - Angel Austin
- Tales From The Crypt (1993) - Emma
- The Tommyknockers (1993) - Nancy Voss
- Murder in High Places (1991) - Diane
- MacGyver (1990) - Jenny
- Married With Children (1989) - T.C.

### Videojuegos
- Hitman: Absolution (2012) - Layla Stockton
- Ground Control II: Operation Exodus (2004) - Dr. Alice McNeil
- Four Horsemen of the Apocalypse (2004) - Pestilence
- Defender (2002) - Commander Kyoto

### Cine para adultos
- Adult 45 (1985)
- Adventures of Tracy Dick: The Case of the Missing Stiff (1985) - Tracy Dick
- Another Roll in the Hay (1985)
- Aroused (1985) - Allison
- Bad Girls III (1984)
- Black Throat (1985) (escenas eliminadas en el relanzamiento) - First Whore
- Breaking It (1984) - Jodie Brown
- Country Girl (1985) - Billie Jean
- Diamond Collection 69 (1985)
- Diamond Collection 73 (1985)
- Dirty Pictures (1985)
- Dream Lover (1985)
- Educating Mandy (1985) - Mandy
- Electric Blue 20 (1985)
- Electric Blue 21 (1985) - Suzy/Jane
- Electric Blue 28 (1985) - Nikki (escenas eliminadas)
- Erotic Gold (1985)
- Erotic Zones Vol. 1 (1985) (como Tracy Lords)
- Future Voyeur (1985)
- The Grafenberg Spot (1985)
- Harlequin Affair (1985) - Tracy
- Holly Does Hollywood (1985) - Tracy
- Hollywood Heartbreakers (1985)
- Huge Bras 3 (1985)
- It's My Body (1985) - Maggie
- Jean Genie (1985)
- Just Another Pretty Face (1985)
- Kinky Business (1985)
- Ladies in Lace (1985) - Linda
- Love Bites (1985) - Enfermera
- Lust in the Fast Lane (1984) (como Tracy Lords) - Jackie
- Miss Passion (1984)
- New Wave Hookers (1985) - Devil
- Passion Pit (1985)
- Peek a Boo Gang (1985) - Tracy
- Perfect Fit (película) (1985) - Diane
- Porn in the USA (1985) (como Tracy Lords)
- Portrait of Lust (1985) (como Tracy Lords) - Mirage
- The Sex Goddess (1984) - Marilyn West
- Sex Shoot (1985) (como Tracy Lords)
- Sex Waves (1985)
- Sexy Shorts (1984) (music video compilation) - Miss Georgia (segmento "Gimme Gimme Good Lovin'", no acreditada)
- Sister Dearest (1985)
- Sizzling Suburbia (1985)
- Talk Dirty to Me, Part III (1984)
- Tailhouse Rock (1985) - Stacey
- The Night of Loving Dangerously (1984) (como Tracy Lords)
- Those Young Girls (1984) (como Tracy Lords) - Tracy Lords
- Traci, I Love You (1987)
- Traci Takes Tokyo (1986)
- Tracy in Heaven (1985) (escenas eliminadas en el relanzamiento de 1987) - Monika Hart
- Tracy Lords (1984) (como Tracy Lords)
- Two-Timing Traci (1985)
- We Love to Tease (1985)
- What Gets Me Hot! (1984) (como Tracy Lords) - Lannie
- Deep Inside Traci (1985)
- Lust In The Fast Lane (1985)
- The Plasure Party (1985)

### Discografía
- 1995 1000 Fires
- 2004 Sunshine Single
- 2011 Last Drag Single